# Autoroute 955
Pour les articles homonymes, voir A955.
L'autoroute 955 (A-955) est une voie rapide à une seule chaussée (2 voies) d'une longueur de 14,7 kilomètres desservant le Centre-du-Québec.

## Description
L'autoroute lie la route 122 à Saint-Albert à l'A-20 et à l'A-55 à Sainte-Eulalie. À l'exception de son extrémité nord, l'A-955 ne compte pas d'échangeurs. L'accès se fait plutôt par des intersections à niveau.
L'A-955 est l'autoroute à chaussée simple causant le plus de décès au Québec, avec un accident mortel par 30 500 000 kilomètres parcourus. 
Avant 2018, l'extrémité sud de l'autoroute était officiellement située à la jonction de la rue Principale de Saint-Albert. Depuis, le Ministère des Transports du Québec a pris la décision de déclasser le kilomètre d'autoroute le plus au sud afin de permettre aux véhicules agricoles de pouvoir y circuler. De cette façon, l'autoroute a été raccourcie d'une distance de 1,2 kilomètre.
Malgré le fait que l'autoroute ne soit composée que de deux voies, la limite de vitesse est fixée à 100 km/h.

## Historique
À l'origine, l'A-955 a été construite pour faire partie de l'A-55 alors que celle-ci devait, à Richmond, bifurquer vers l'est et rejoindre l'extrémité sud de l'A-955. Ce projet a été annulé et l'A-55 passe désormais à Drummondville, dans le corridor de l'ancienne A-51.
Depuis 2006, l'A-955 est connectée au prolongement de l'A-55, entre l'autoroute Jean-Lesage et Trois-Rivières,.
| Kilomètre | Année | Notes                         |
| --------- | ----- | ----------------------------- |
| 0 à 12    | 1975  | Rue Principale au 3e rang Est |
| 12 à 15   | 1979  | 3e rang Est à Autoroute 20    |

## Liste des sorties
Le numéro de l'unique sortie de l'A-955 est basé sur le kilométrage alors que l'autoroute débutait à l'intersection de la rue Principale à Saint-Albert. 
| MRC             | Municipalité   | km          | Sortie | Destinations                                                      | Notes                                                                                 |
| --------------- | -------------- | ----------- | ------ | ----------------------------------------------------------------- | ------------------------------------------------------------------------------------- |
| Arthabaska      | Saint-Albert   | −1,20       | —      | Rue Principale – Saint-Albert, Warwick                            | Intersection à niveau                                                                 |
| Arthabaska      | Saint-Albert   | 0,00        | —      | R-122 (Boulevard Pierre-Roux) – Drummondville, Victoriaville      | Intersection à niveau                                                                 |
| Nicolet-Yamaska | Sainte-Eulalie | 13,90–14,70 | 15     | A-20 / A-55 sud – Sainte-Eulalie, Drummondville, Québec, Montréal | Indiqué sortie 15-E (est) et 15-O (ouest); sortie 210 de l'A-20; sortie 145 de l'A-55 |
| Nicolet-Yamaska | Sainte-Eulalie | 13,90–14,70 | —      | A-55 nord – Bécancour, Trois-Rivières                             | Continue au-delà comme A-55 nord                                                      |
|                 |                |             |        |                                                                   |                                                                                       |